# بوليو (إزار)
بوليو هي بلدية في إزار في جنوب شرق فرنسا